# Mety
Mety (francouzsky Metz /mɛs/, německy Metz /mɛts/, česky někdy též Méty) jsou město v severovýchodní Francii v regionu Grand Est, hlavní město departementu Moselle. Leží na soutoku řek Mosela a Seille. Žije zde přibližně 122 tisíc obyvatel.
Město je známo díky své gotické katedrále sv. Štěpána ze 13. a 14. století. Od roku 2010 zde také funguje kulturní centrum a muzeum Centre Pompidou-Metz, pobočka známého pařížského Pompidouova centra.

## Historie

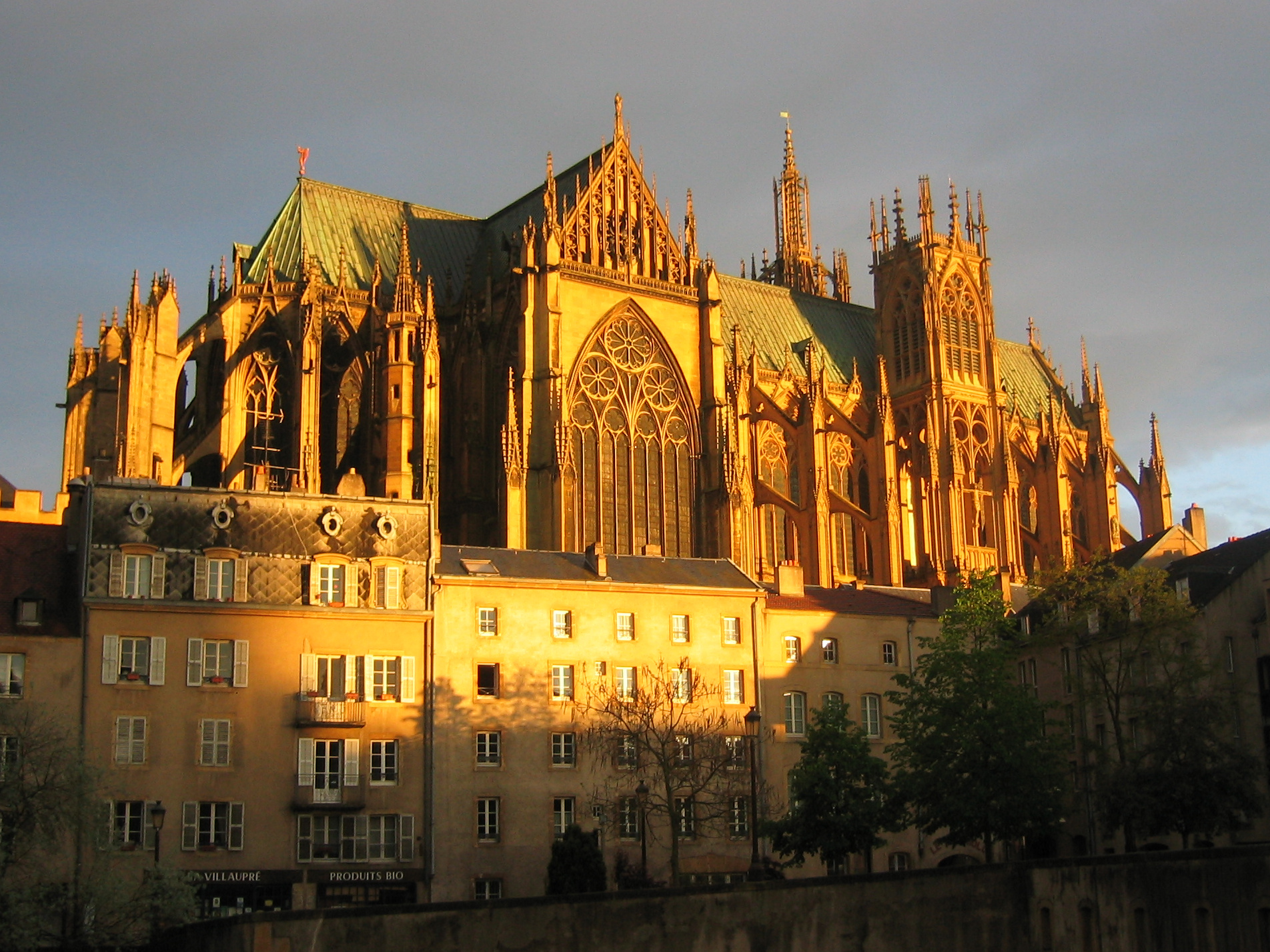
Katedrála svatého Štěpána v Metách

Název města je odvozen od jména galského kmene Mediomatriků. Po dobytí Římany se Mety pod názvem Divodorum Mediomatricorum staly jedním z předních měst Galie, s více obyvateli než měla Lutetia (dnešní Paříž), bohatým díky exportu vína. Dne 7. dubna 451 bylo město vypleněno Attilovými vojsky.
Na počátku středověku byly Mety hlavním městem království Austrasie. Z města pochází dynastie Arnulfovců neboli Karlovců. Poté zůstávaly Mety dlouhou dobu svobodnou městskou republikou v rámci Svaté říše římské. Obyvatelstvo tohoto velmi blízko jazykové hranici položeného města hovořilo francouzským dialektem. Mety se staly také sídlem Metského biskupství, což mělo za následek rychlý vzestup počtu náboženských staveb. V pozdním středověku měly Mety okolo 30 000 obyvatel a byly tak jedním z největších měst německé říše.
Roku 1552 se francouzský král Jindřich II. stal suverénním knížetem tří biskupských měst (Trois-Évêchés) Mety, Toul a Verdun. Tehdy se Mety přeměnily na posádkové město a získaly významné místo v rámci francouzského království.
Během prusko-francouzské války byly v roce 1870 Mety obléhány a po uzavření Frankfurtského míru roku 1871 připojeny k nově vzniklému Německému císařství. Mezi lety 1871 a 1919 tak byly hlavním městem německého Lotrinska. I po tomto připojení město dále rostlo, především díky přílivu německých přistěhovalců. Během několika málo desetiletí se tak ve městě vytvořila německojazyčná většina. Nápadně tuto dobu připomínají kolosální budovy v novorománském a neogotickém stylu, které byly postaveny právě za doby německé nadvlády.

## Pamětihodnosti
- Katedrála svatého Štěpána, vybudovaná ve 13. století.
- Bazilika Saint-Pierre-aux-Nonnains, původně budova římských lázní ze 4. století. Je jedním z nejstarších kostelů na světě.

## Doprava
- Společně s Nancy jsou Mety obsluhovány železniční stanicí Gare de Lorraine rychlovlaků TGV a regionálním letištěm Mety-Nancy-Lotrinsko.
- Je důležitým železničním uzlem ve východně-západním (Paříž-Štrasburk-Basilej / Paříž-Frankfurt) a severo-jižním směru (přeprava uhlí a oceli v hutnické oblasti Moselska); na severním předměstí Met leží jedno z největších evropských seřaďovacích nádraží Woippy.
- Leží na křižovatce dálnic A4/E50 (Paříž-Remeš-Mety-Saarbrücken/Štrasburk) a A31/E25 (Lucemburk-Mety-Nancy-Dijon).

## Osobnosti
- Adam-Philippe de Custine (1740–1793), generál
- Jean-François Pilâtre de Rozier (1754–1785), fyzik, první z letců balónem
- François-Étienne Kellermann (1770–1835), generál
- Antoine Lasalle (1775–1809), generál
- Jean-Victor Poncelet (1788–1867), matematik, mechanik a geometr
- Ambroise Thomas (1811–1893), skladatel
- Louis Le Prince (1841–1890), průkopník filmu
- Paul Verlaine (1844–1896), básník
- Odile Vuillemin (* 1976), herečka

## Sousední obce
Ars-Laquenexy, Le Ban-Saint-Martin, Coincy, Longeville-lès-Metz, Lorry-lès-Metz, Marly, La Maxe, Montigny-lès-Metz, Peltre, Plappeville, Pouilly, Saint-Julien-lès-Metz, Vantoux, Woippy

## Partnerská města
- Gloucester, Spojené království
- Hradec Králové, Česko, 2001
- I-čchang (宜昌), Čína, 1991
- Kansas City, Missouri, Spojené státy americké, 2003
- Karmiel, Izrael, 1984
- Saint-Denis, Francie
- Trevír, Německo, 1957

## Zajímavosti
- V roce 1908 končila v Metách jedna z etap Tour de France a protože tehdy město patřilo k Německu, šlo tak o první zahraniční výjezd tohoto cyklistického závodu.
- V místním házenkářském klubu HB Metz Moselle Lorraine působí či působily české házenkářky Pavla Poznarová, Lenka Kysučanová a Klára Zachová.
- Český hudební skladatel Josef Rejcha si roku 1799 vzal v Metách svou manželku Lucii Ceerteletovou.
- Ve 30. letech 20. století působil ve středisku taktických studií dělostřelectva v Metách český generál Václav Volf.[3]
- Takzvaný "métský salám" nemá žádnou souvislost s městem Mety, nýbrž jde o mylnou překladovou homonymii s německým slovem Mettwurst označujícím libové salámy (roztírané či krájené) a odpovídajícím výrobkům typu čajovka.[4]
- Ve vlaku na nádraží v Metách zemřel 8. července 1943 francouzský odbojář Jean Moulin, když byl po mučení v Paříži přepravován do Berlína, kde se s ním chtěl setkat Adolf Hitler.
- Zemřel zde Gabriel de Montalais.